# Olof von Dalin
Olof von Dalin (Vinberg, 29 augustus 1708 - Drottningholm, 12 augustus 1763) was een invloedrijk Zweeds dichter en historicus. Hij was ook de uitgever en schrijver van het bekende tijdschrift Then Swänska Argus.

## Biografie
Von Dalin werd geboren in de pastorie van Vinberg, in de buurt van Falkenberg. Hij was de zoon van Jonas Dahlin en Margareta Brigitta Ausén. Het jaar na zijn geboorte, in 1709, overleed zijn vader.

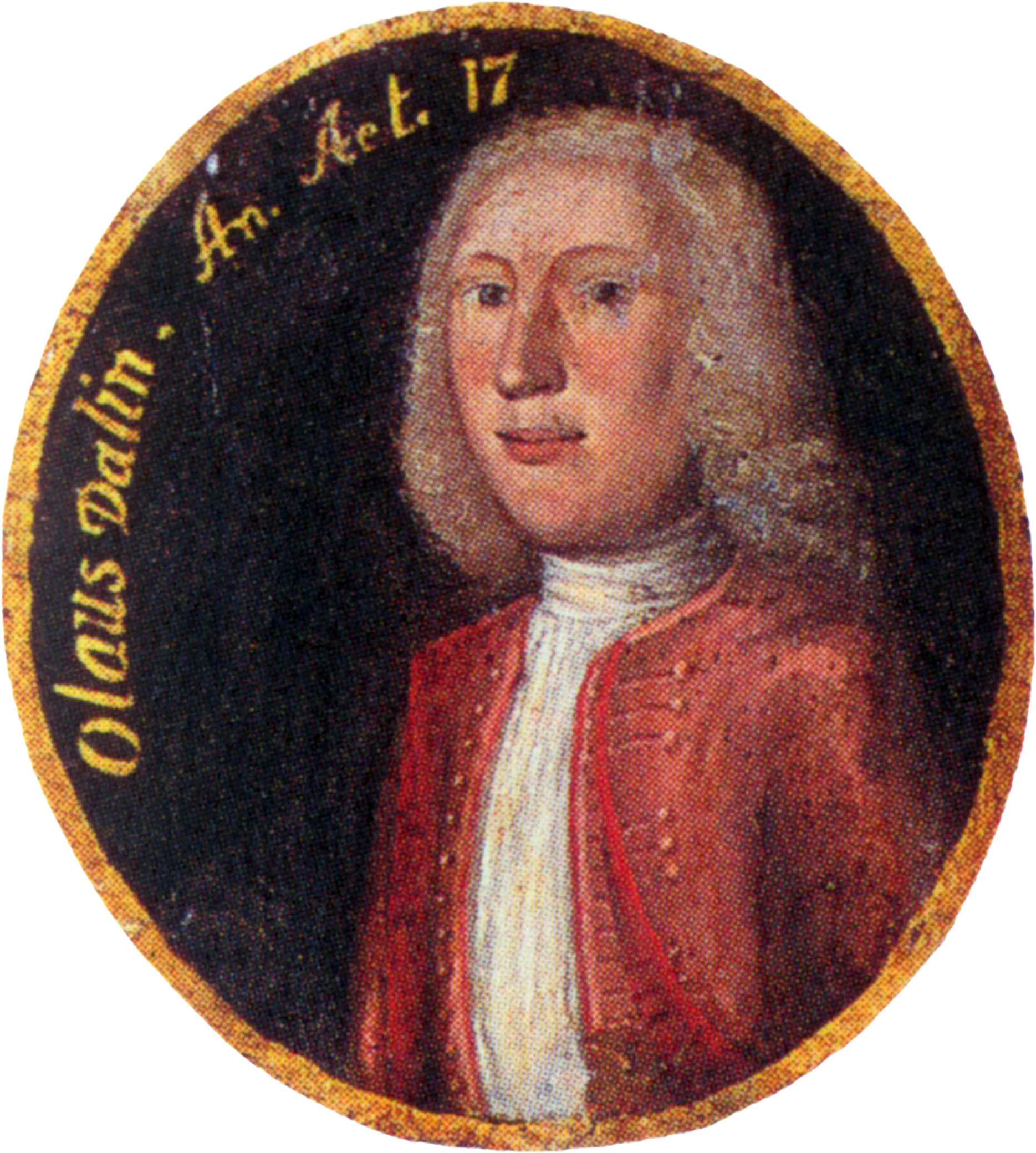
Olof von Dalin in 1726

Toen hij slechts 13 jaar oud was werd hij ingeschreven bij de Universiteit van Lund. Daar studeerde hij zes jaar lang. Eerst wilde hij medicijnen gaan studeren, maar werd uiteindelijk meer geïnteresseerd door filosofie, literatuur en geschiedenis. Daar studeerde hij bij de arts Kilian Stobæus en bij de filosoof Andreas Rydelius. Op aanbeveling van Rydelius verhuisde hij in 1727 naar Stockholm en werd hij daar leraar bij de familie Rålamb. Nadat hij stopte als leraar van de familie trad hij een tijd in dienst bij het Riksarkivet (Rijksarchief).
In december 1732 verscheen anoniem de eerste uitgave van het wekelijks verschijnende tijdschrift Then Swänska Argus; later werd pas bekend dat Dalin achter het tijdschrift zat. Het tijdschrift werd uitsluitend door Dalin geschreven. Na 104 nummers en ongeveer twee jaar stopte hij met het tijdschrift. In het tijdschrift bekritiseerde hij op een satirische wijze onder andere de bureaucratie, ijdelheid en snobisme.
In 1739 vertrok hij naar Parijs voor een jaar lange reis. Toen hij in augustus 1740 terugkwam ging hij door met schrijven. Hij schreef in 1740 Sagan om Hästen (Nederlands: Het verhaal over het paard), een satirische allegorie waarin een paard het Zweedse volk voorstelt en de regenten de paardeigenaren zijn.
In 1747 kreeg hij van de Rijksdag opdracht om een geschiedenis van Zweden te schrijven. Het eerste deel kwam uit in 1747. Toen Dalin overleed had hij het nog niet afgekregen; het werk eindigde bij Karel XI. Een aantal jaar later, in 1750, werd Dalin leraar van de toekomstige kroonprins Gustav III.
Dalin overleed ongetrouwd op 12 augustus 1763 nabij het slot Drottningholm.